# Numero primo di Eisenstein

Rappresentazione di alcuni numeri primi di Eisenstein.

In matematica, un primo di Eisenstein è un intero di Eisenstein
{\displaystyle z=a+b\omega }
(dove {\displaystyle \omega =e^{\frac {2i\pi }{3}}={\frac {-1+i{\sqrt {3}}}{2}}} è una radice terza dell'unità)
che è irriducibile (o equivalentemente primo) nel senso della teoria degli anelli: i suoi soli divisori nell'anello sono le unità (1, 1+ω, ω, -1, -1-ω, -ω) z stesso e il prodotto di z per un'unità.
Prendono il nome del matematico tedesco Ferdinand Gotthold Eisenstein.
I primi di Eisenstein sono precisamente quegli interi di Eisenstein z che soddisfano una delle seguenti proprietà (che si escludono a vicenda):
- z è un numero primo (naturale) nella forma 3n-1 moltiplicato per un'unità dell'anello;
- z è un divisore di un numero primo nella forma 3n+1;
- z è prodotto di un'unità e di 1-ω.

Le ultime due condizioni possono essere unificate richiedendo che, se {\displaystyle z=a+b\omega }, allora {\displaystyle a^{2}-ab+b^{2}} è un numero primo.
I più piccoli numeri primi che sono anche primi di Eisenstein sono:
2, 5, 11, 17, 23, 29, 41, 47, 53, 59, 71, 83, 89, 101,...
Alcuni primi di Eisenstein non reali sono:
{\displaystyle 2+\omega ,3+\omega ,4+\omega ,5+2\omega ,6+\omega ,7+\omega ,7+3\omega }
A settembre 2019, il numero primo di Eisenstein reale più grande è 10223 × 231172165 + 1, scoperto da Péter Szabolcs col progetto PrimeGrid, che è il nono numero primo più grande conosciuto. I numeri primi più grandi di questo sono primi di Mersenne, che (a parte 3) sono congrui a 1 modulo 3, mentre i primi di Eisenstein reali sono congrui a 2 modulo 3.